# عبدالحمید البکوش
عبدالحمید البکوش (عربی: عبد الحميد البكوش؛ زاده ۱۰ اوت ۱۹۳۳ – درگذشته ۲ مه ۲۰۰۷) یک سیاستمدار، دیپلمات و وکیل اهل لیبی بود. وی از ۲۵ اکتبر ۱۹۶۷ تا ۴ سپتامبر ۱۹۶۸ نخست‌وزیر لیبی بود.